# Мобек (Изер)
Мобек (фр. Maubec) — коммуна во Франции, находится в регионе Рона — Альпы. Департамент коммуны — Изер. Входит в состав кантона Л’Иль-д’Або. Округ коммуны — Ла-Тур-дю-Пен.
Код INSEE коммуны — 38223. Население коммуны на 2012 год составляло 1671 человек. Населённый пункт находится на высоте от 350 до 450 метров над уровнем моря. Муниципалитет расположен на расстоянии около 430 км юго-восточнее Парижа, 40 км юго-восточнее Лиона, 60 км северо-западнее Гренобля. Мэр коммуны — Анник Арнольд, мандат действует на протяжении 2014—2020 гг.
Динамика населения (INSEE):

## Города-побратимы
- Цвишенвассер, Австрия (1998)